# Mali Selmenzi

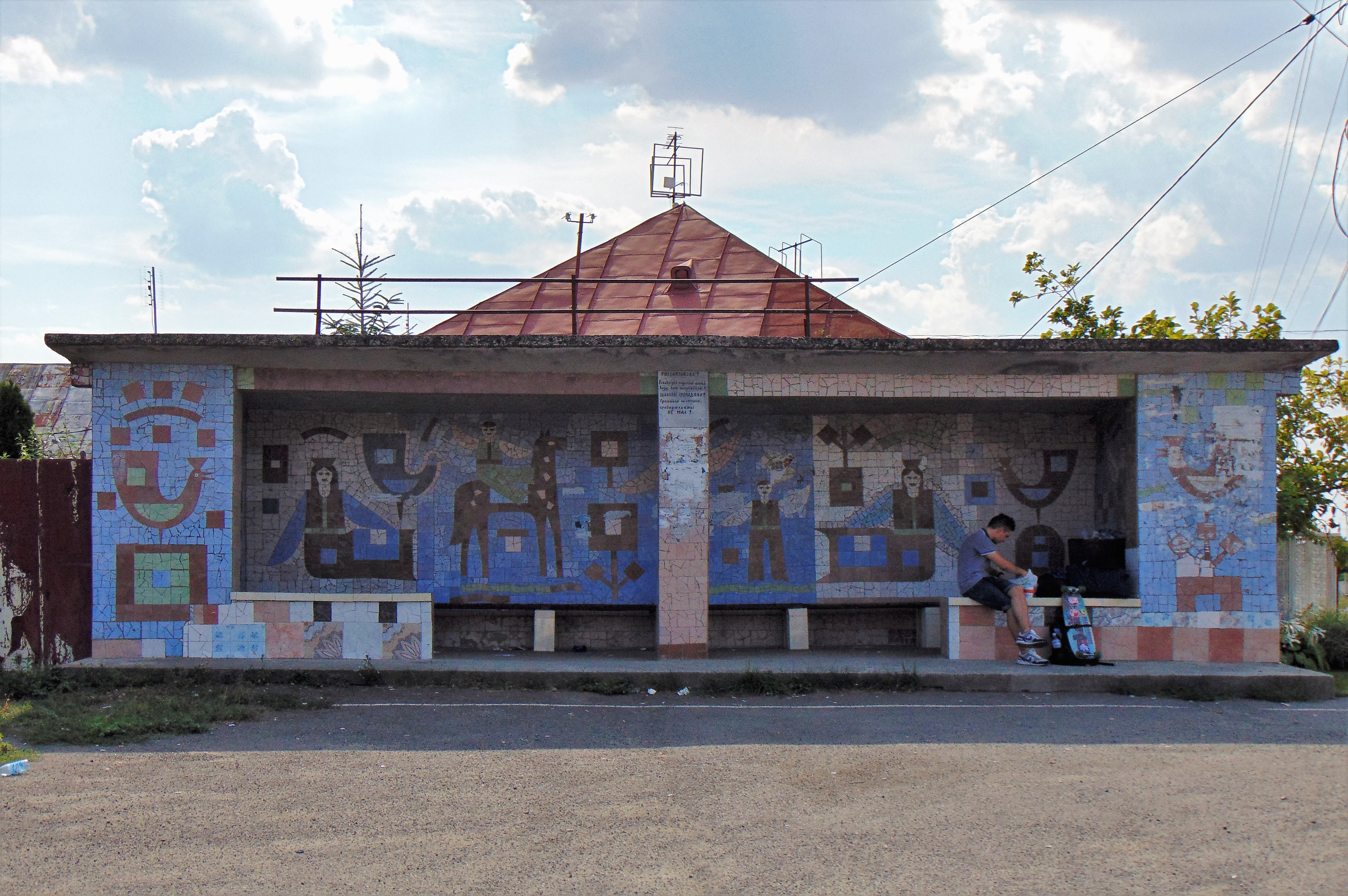
Endhaltestelle und Hauptstraße im Dorf Mali Selmentsi/Kisszelmenc an der ukrainisch-slowakischen Grenze (2018)

Mali Selmenzi (ukrainisch Малі Селменці; ungarisch Kisszelmenc; slowakisch Malé Slemence) ist ein Dorf im Westen der ukrainischen Oblast Transkarpatien an der Grenze zur Slowakei mit etwa 200 Einwohnern (2001). Das Dorf grenzt an das slowakische Dorf Veľké Slemence, zu welchem es bis zum Zweiten Weltkrieg gehörte.

## Geschichte
Slemence ist ein altes ungarisches Dorf in der historischen ostslowakischen Ebene. Die erste schriftliche Erwähnung stammt aus dem Jahr 1332. Im 14. Jahrhundert gehörte das Dorf mehreren Gutsbesitzerfamilien. In der päpstlichen Steuerliste wurde der Ortsname in der Form Zelmench geführt. Im Jahr 1427 gehörte das Dorf der Familie Selmench. Im Jahr 1461 wurde das Dorf nach der Kirche im Dorf Egyházas-zelmencz (Kirche Zelmenc) benannt.

### Die Besitzer des Dorfes
- 1439 die Familie Pike,
- 1444 die Familie Nyárádi,
- Seit 1478 war das Dorf im Besitz der Familie Szécsi.
- 1538 gab es im Dorf 4 Höfe.
- Zu den Besitzern zählten im Jahr 1550 die Gutsbesitzer Csapy Ferenc, Sós Györgya sowie seine verstorbene Witwe György Hosszúmezey.
- 1567 gab es im Dorf 4 Höfe und 6 Schmieden.
- 1600 war es mit 34 Häusern Eigentum von István Darkóczy.
- Seit 1662 war es Eigentum des Vizegeneral Zsigmond Pethő.
- 1696 lebten 12 Bauern und 1 Schmied im Dorf.
- 1720 lebten im Dorf 11 Leibeigene, 2 Gefängniswärter und 1 Taxihaushalt.
- Im 18. Jahrhundert gehörte das Dorf zur königlichen Schatzkammer.
- Vor 1848 hatte Baron Balassa Antal hier einen Bauernhof.
- 1870 lebten im Dorf 602 Menschen, die Einwohner lebten von der landwirtschaftlichen Produktion.

### Ende der Leibeigenschaft
Nach der Abschaffung des Feudalsystems und dem Ende des Ersten Weltkriegs gehörte das Dorf nach 1918 zur Tschechoslowakei. Zwischen 1938 und 1944 wurde es wieder an Ungarn angeschlossen. 1945 wurde es erneut der Tschechoslowakei angegliedert, und nach der Grenzanpassung nach dem Zweiten Weltkrieg verlief durch das Dorf die „sowjetisch-tschechoslowakische“ Grenze, die die früher gemeinsamen Dörfer Malé und Veľké Slemence trennte. Dieser Umstand wurde am 23. Dezember 2005 teilweise beseitigt, als der Grenzübergang zwischen den beiden Dörfern eröffnet wurde.

## Grenzübergang
8. August 2001
Die Abgeordneten richteten mit Unterstützung der Bewohner der Dörfer Malé und Veľké Slemence eine gemeinsame Petition an das Innenministerium der Slowakei und der Ukraine bezüglich des Grenzübergangs zwischen den beiden Dörfern.
18. Oktober 2003
Der Bau des „Remény kapui“-Denkmals am Tor der Hoffnung. Es handelt sich um ein halbgeteiltes Sikula-Tor, das die Teilung der Dörfer symbolisiert.
6.–7. März 2004
Besuch von Sándor A. Nagy, Vorsitzender des American-Hungarian Congress Relations Center (CAMKS) in den Dörfern.
9. Mai 2004
Bilaterales Dorftreffen zum Kongressbesuch.
14. Juni 2004
Treffen des slowakisch-ukrainischen Gemischten Ausschusses in Michalovce. Dieser schlug einen Grenzübergang vor, der rund um die Uhr kostenlos und geöffnet sein sollte.
11. März 2005
Besuch von Pál Csáky, stellvertretender Minister der Slowakischen Republik für europäische Angelegenheiten, Menschenrechte und Minderheiten.
- Verhandlungen über die Öffnung und den Betrieb der Grenze.
2. August 2005
Ukrainische Grenzsoldaten haben den Stacheldraht durchtrennt.
15. August 2005
Beginn der Arbeiten zum Bau der Grenzübergangsanlage auf der ukrainischen Seite.
10. September 2005
Abschlusses der Arbeiten auf ukrainischen Seite.
4. Oktober 2005
Brüssel – Ausschuss für auswärtige Angelegenheiten des Europäischen Parlaments, Debatte über die Vergänglichkeit der Außengrenzen und Grenzbeziehungen.
18. Oktober 2005
Fertigstellung des Grenzübergangsbaus.
13. Dezember 2005
Tóth Lajos, Bürgermeister von Veľký Slemenec, und Illár József, Bürgermeister von Mali Selmenzi, ehmen im ungarischen Parlament die Auszeichnung für „Minderheiten“ („A kissebségekért“) entgegen.
23. Dezember 2005, 10:00 Uhr
Eröffnung des Grenzübergangs.